# 이상묵
이상묵(1962년 10월 18일 ~ )은 대한민국의 해양학 교수이다. 불의의 사고로 사지마비가 되었으나 역경을 이겨낸 인재로 유명하다.

## 학력
- 1981.03~1985.02.  서울대학교 해양학 이학사
- 1986.09~1995.02.  미국 메사추세츠 공과대학(MIT)/우드홀(Woods Hole) 해양연구소 해양학 이학박사

## 경력
- 1995.04~1996.02.  미국 우드홀(Woods Hole) 해양연구소 객원연구원
- 1996.02~1998.01.  영국 더럼(Durham)대학 박사 후 연구원
- 1998.02~2003.02.  한국해양연구원 선임연구원
- 2003.03~2003.12.  한국해양연구원 책임연구원
- 2003.12~2010.03.  서울대학교 지구환경과학부 조교수
- 2010.04~2023.08.  서울대학교 지구환경과학부 부교수
- 2023.09~현재       서울대학교 지구환경과학부 교수
- 2005.01.~2007.12.  한국해양학회(Ocean Sciences) 저널 편집위원(1차)
- 2005.01.~현재      대한지질학회(Geosciences) 저널 편집위원
- 2007.04             장애인 정보격차 홍보대사 위촉
- 2009.03.~2011.02.  서울대학교 대학원 협동과정 계산과학전공 겸무교수
- 2009.03.~2011.02.  서울대학교 차세대융합기술원 겸무연구원
- 2009.03.~2011.02.  한국보조공학회 이사
- 2009.04.~현재 한국메이크어위시재단 홍보대사
- 2009.09.~2013.02.  서울대학교 자유전공학부 겸무교수
- 2009.10.~현재      한국과학기술한림원 준회원
- 2009.11.~2011.10.  서울대학교 차세대융합기술원 함께사는기술연구소 소장
- 2009.11.~현재      대통령직속 국가정보화전략위원회 위원
- 2010.05.~2012.02.  한국과학기술한림원 융합과학기술위원회 위원
- 2010.06.~현재  지식경제부 기술혁신사업 'QoLT(Quality of Life Technology) 산업기술기반센터 구축사업' 총괄책임자 및 센터장
- 2011.03 ~ 현재 서울대학교 계산과학연합전공 주임교수 차세대융합기술연구원 함께 사는 기술연구소장
- 2011.07 ~ 현재 국립재활원 홍보대사

## 수상
- 2008 샌프란시스코시의회 공로상[1]
- 2011 서울특별시 복지상 장애인 분야 대상
- 2015 서울대학교 교육상

## 저서
- 2008.09.12 《0.1그램의 희망》(랜덤하우스코리아, 2008) ISBN 9788925530284

## 주요강연
- 2010.10 12 G20 정상회의 기념강연, 주제 〈장애인, 컴퓨터 그리고 선진사회〉
- 2011.08.11 〈대한민국의 미래를 밝힐 과학 이야기〉(한국여성과학기술인지원센터 개최), 주제 〈우리 모두를 위한 과학 기술〉
- 2011 서울대학교 후기 학위수여식 축사
- 2012. 1.31 〈제2회 과학기술, 미래를 말하다. 비젼(Vision) 이공이공(2020)〉(국가과학기술위원회 개최)

## TV 강연 및 출연
- KBS 1TV 아침마당 〈절망 끝에서 찾은 희망〉
- KBS 1TV 과학콘서트〈바다속의 화산〉
- SBS UCC과학탐험대 〈휴먼 스토리와 놀라운 과학의 힘〉
- 문화방송 파랑새 희망특강 등
- 미국 PBS 10분 과학이야기 - <과학자와 이야기 - 이상묵>(원제 : Nova ScienceNow - Profile - Sang-Mook Lee)